# From Sea to Shining Sea
From Sea to Shining Sea je konceptualni album Johnnyja Casha, njegov 25., objavljen 1968. u izdanju Columbia Recordsa. Album je strukturiran oko pjesama o moru, što je u suprotnosti s Cashovim drugim konceptualnim albumima koji obično obrađuju teme američke povijesti, osobito Divljeg zapada. Cash je napisao sve pjesme na albumu, a nijedna nije postala singl.

## Popis pjesama
1. "From Sea to Shining Sea" – 1:38
2. "The Whirl and the Suck" – 3:07
3. "Call Daddy from the Mines" – 3:03
4. "The Frozen Four Hundred Pound Fair to Middlin' Cotton Picker" – 2:32
5. "Cisco Clifton's Filling Station" – 2:42
6. "The Masterpiece" – 2:47
7. "You and Tennessee" – 3:08
8. "Another Song to Sing" – 2:00
9. "The Flint Arrowhead" – 2:56
10. "Shrimpin' Sailin'" – 3:06
11. "The Walls of a Prison" – 4:01

## Izvođači
- Johnny Cash - vokali
- Carl Perkins, Luther Perkins - gitara
- Bob Johnson - gitara/bendžo/dobro
- Norman Blake - dobro
- Marshall Grant - bas
- W.S. Holland - bubnjevi
- Charlie McCoy - harmonika
- The Carter Family - prateći vokali

## Vanjske poveznice
- Podaci o albumu i tekstovi pjesama